# Grapska Donja
Grapska Donja su naseljeno mjesto u sastavu općine Doboj, Republika Srpska, BiH.

## Stanovništvo
| Grapska Donja      |                |
| godina popisa      | 1991.          |
| Muslimani          | 2.260 (98,38%) |
| Srbi               | 27 (1,17%)     |
| Hrvati             | 0              |
| Jugoslaveni        | 6 (0,26%)      |
| ostali i nepoznato | 4 (0,17%)      |
| ukupno             | 2.297          |